# Charles-Jean Avisseau
Charles-Jean Avisseau , né à Tours en 1796 et mort dans cette même ville en 1861 est un céramiste connu pour avoir produit des céramiques très proches de la technique et du style du céramiste et écrivain Bernard Palissy.

## Biographie

### Enfance et formation
Charles-Jean Avisseau est né le 25 décembre 1796 à Tours dans le faubourg Saint-Pierre-des-Corps, une commune essentiellement spécialisée dans la production de poteries,. Son père, Charles Avisseau, est tailleur de pierres lorsque l'activité est suffisante et tourneur dans une usine de céramique lorsque le travail vient à manquer,,. Quant à sa mère, elle est lingère. Son père lui apprend son métier de tailleur de pierres ; cependant lorsqu'il est amené à travailler dans une usine de céramique en 1804, il y fait venir son jeune fils âgé de 8 ans qui s'intéresse vivement à la céramique,. Voyant cela, le directeur lui donne une douzaine d'assiettes à orner à sa guise. Par la même occasion Avisseau se trouve un intérêt pour le dessin et se confectionne des crayons avec des argiles colorées,. De ce fait, après son travail, il s'adonne à sa passion pour le dessin notamment depuis que son père est retourné à son premier métier, celui de tailleur de pierres pour reconstruire le pont de Tours qui s'était effondré en 1789 et qui sera achevé en 1810,. Charles-Jean a donc dû abandonner la céramique pour travailler avec son père. Du fait de son travail, il va peu à l'école primaire, ce qui se remarque dans son essai d'autobiographie qu'il écrit plus tard et dont l'orthographe est particulièrement mauvaise.
En 1816, âgé de 20 ans, il se marie et décide désormais de sa carrière, il veut revenir à la poterie et c'est ce qu'il fait en commençant sa formation dans une faïencerie à Saint-Pierre-des-Corps en 1817,. Jusqu'en 1825 il est chargé des peintures sur faïence dans les fabriques de Tours et tente ses premières applications de couleurs sur de l'argile. Il apporte quelques modifications à la construction des fours et en particulier le mélange des matières argileuses et minérales utilisées dans la couverte. Son travail est remarqué et il est invité à rejoindre l'atelier de faïence dite « de réverbère » du baron de Bézenval à Beaumont-les-Autels où il travaille en tant que contremaître dans l'atelier de peinture sur faïence,,.

### À la recherche des émaux palisséens

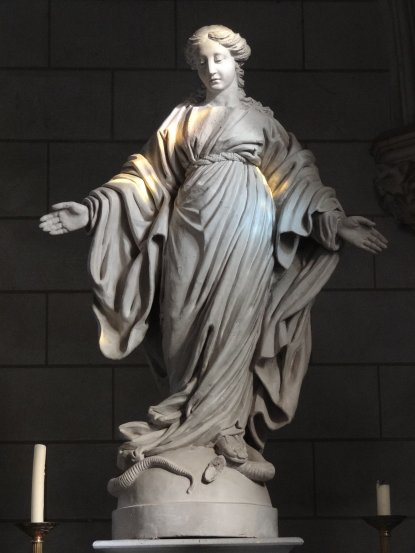
Charles-Jean Avisseau, Vierge sur le globe, 1837, Saint-Antoine-du-Rocher, église.

C'est chez ce baron de Bézenval, en 1825, qu'il fait une découverte qui marque à jamais sa carrière. Il s'agit de deux objets ; une coupe ajourée et un bassin, tous deux attribués à Bernard Palissy. Avisseau est émerveillé, il veut en savoir davantage mais on lui apprend vite que ce maître, mort depuis près de trois siècles, avait emporté ses secrets dans sa tombe. Le jeune homme, presque illettré, se fixe alors pour objectif de retrouver le secrets des émaux de Palissy. Il se met alors à étudier par lui-même, sans maître et sans guide, la chimie, la géologie, la botanique et l'histoire naturelle et rédige parallèlement le Traité des couleurs pour la peinture en émail et sur la porcelaine à mesure que progressent ses recherches,. Pour recouvrer sa liberté, il quitte Beaumont-les-Autels et s'installe à Tours, en face de la cathédrale. Pour nourrir sa femme et ses enfants, il fait des réparations en plâtre, des sculptures de saints et des bustes d'amis ou de membres de sa famille,. Ses œuvres sont achetées par des églises locales telles que Saint-Antoine-du-Rocher, Saint-Antoine de Loches, Saint-Martin à Chanceaux-sur-Choisille, Saint-Saturnin à Souvigny-de-Tournaine, Saint-Cyr et Sainte-Julitte à Chemillé-sur-Dême et Saint-Nicolas à Château-Renault,,,,,. Mais le reste de son temps, il le consacre à percer les mystères des émaux palisséens, c'est-à-dire à résoudre le problème de la fusion des émaux colorés à haute température,. Avisseau dit lui-même « depuis ce moment (1825) jusqu'en 1843, essais infructueux, recherches, peines, misères et déceptions de toutes sortes ! En 1843, essais satisfaisants, réussite, progrès les années suivantes ». Cette réussite, ce moment où il parvient à produire de parfaits émaux sans craquelures, il l'atteint après 18 années de travail et l'aide de son fils Édouard et de Charles-Joseph Landais,,.

### Carrière

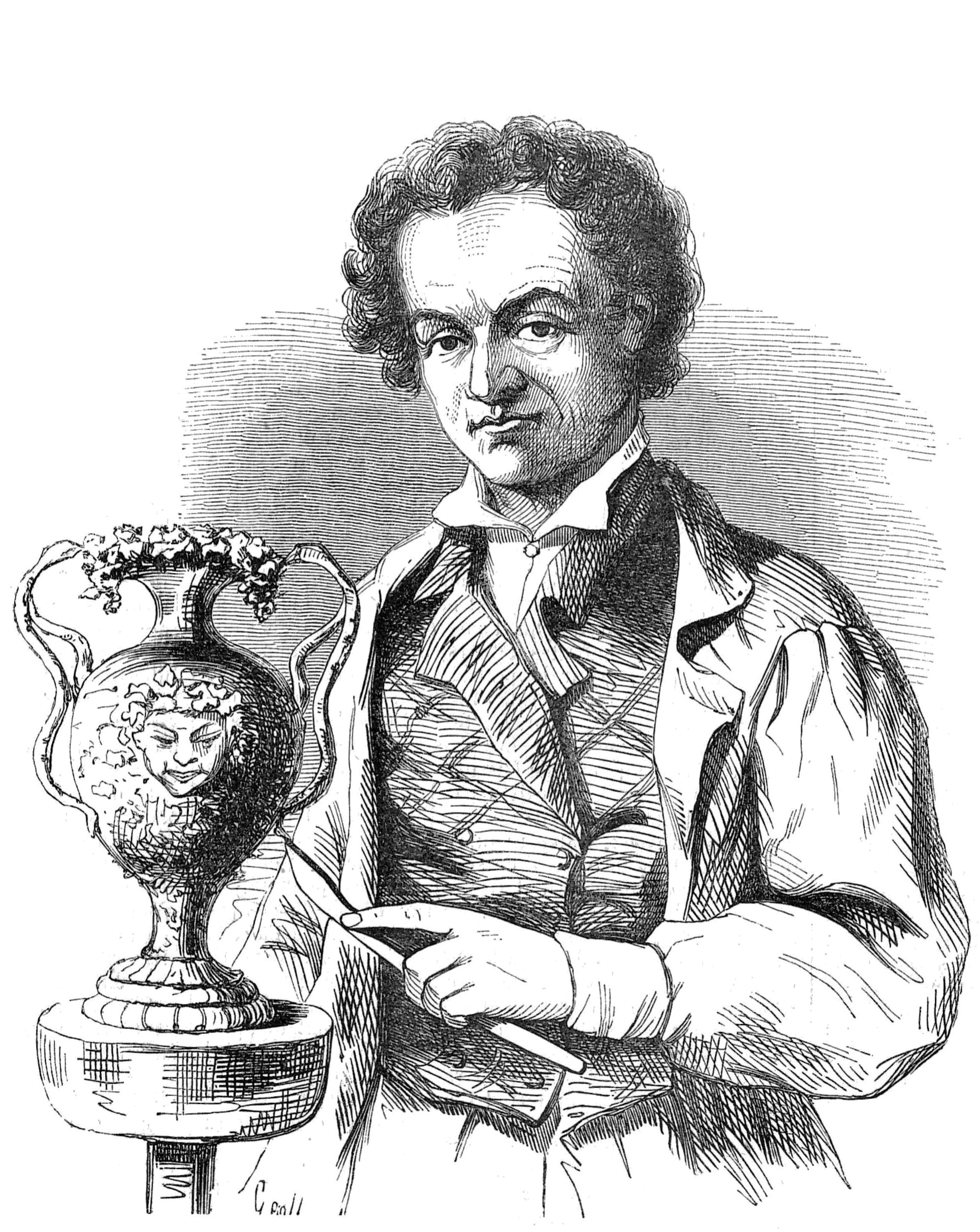
Avisseau, potier à Tours, 28 août 1847, L'Illustration.

Après cette réussite de 1843, Avisseau est approché par des marchands parisiens qui lui demandent de faire des œuvres non-signées pour pouvoir les faire passer pour des Palissy originaux ; Avisseau refuse, préférant son indépendance. Il refuse même de travailler pour la manufacture de Sèvres alors qu'Alexandre Brongniart, directeur de la manufacture, vient à son atelier. Ce dernier lui achète tout de même en 1845 un Plat au brochet pour la salle Palissy du musée de Sèvres. C'est durant cette même année 1845 que la presse commence à s'intéresser à Avisseau avec un article du Foyer dramatique daté du 9 avril 1845. La presse se passionne assez vite pour le phénomène Avisseau et ce dernier devient rapidement le « nouveau Bernard Palissy » comme on peut le lire dans l'Illustration du 28 août 1847,. Cela affecte Charles-Joseph Landais qui est moins habile avec la presse qu'Avisseau et qui se voit qualifié d'« imitateur », une querelle éclate entre les deux hommes quant à la paternité de la redécouverte des techniques de Palissy et ils demeureront irréconciliables.
Avisseau, dont la vie est sans cesse mise en parallèle avec celle de Palissy, obtient en 1847 une médaille d'honneur à une exposition organisée à Tours à l'occasion du 15e congrès scientifique de France ,. C'est à cette occasion que le ministère de l'Intérieur lui procure une bourse pour étudier les œuvres de Palissy dans les collections d'État. Ce « nouveau Bernard Palissy » s'attire dès lors une clientèle prestigieuse (princesse de Talleyrand, comte de Nieuwerkerke, princesse Mathilde, Lord Normanby, Callimaki, Persigny et Fould…) qui n'hésitent d'ailleurs pas à venir visiter son atelier,. Philippe de Chennevières, qui a l'occasion de visiter l'atelier en 1853 le décrit ainsi : « l’inimitable cage aux lézards... d’espèces différentes, des verts, des gris, des noirs, des bleus... ,puis glissant entre tous quelques tranquilles couleuvres, capricieux, vifs et fins modèles en robe d’émeraude ... Le trou humide, abreuvoir à grenouilles d’où sortent de larges herbes vertes... les insectes desséchés, les reptiles dans les bocaux... ». Dans son atelier, qui est une petite maison, il entretient côte à côte ses fours et des animaux en captivité qu'ils souhaite prendre pour modèles pour ses œuvres. Il a donc un vivarium où il élève des batraciens dans une mare, le fameux « trou humide ».
La carrière d'Avisseau prend un tournant international lorsqu'il expose à l'Exposition universelle de Londres de 1851. Il y expose une Vasque rustique portée par des dauphins et un Plat de poissons qui sont reproduits dans l'Illustrated London News du 21 juin 1851,. Ses œuvres sont admirées et lui valent l'obtention de la Prize medal à cette exposition ainsi qu'une renommée internationale qui créé des émules de son style à l'étranger ; en Angleterre et au Portugal notamment,,. Trois mois après, il expose à Poitiers et rencontre un fort succès. L'abbé Auber, président de la SAO à Poitiers, dit ceci : « Il nous semble que le successeur de Palissy l'emportera sur son maître, de tout ce que l'expression des poses, la bonne cuisson de la terre, la limpide netteté du vernis ont gagné dans cette course du XVIe siècle au nôtre, et surtout dans les soins assidus qu'il se donne pour atteindre à la perfection de son art ». Il se présente à l'Exposition universelle de 1855 avec une Grande coupe et son bassin commandée et dessinée par Octave-Guillaume de Rochebrune et réalisée par Avisseau d'après ce dessin ; il obtient une médaille de 2e classe. En 1856, Avisseau est nommé président honoraire de la Société universelle pour l'encouragement des Arts et de l'Industrie de Londres.

Lorsque l'artiste meurt en 1861, cela créé un fort retentissement dans toute la presse ; en France comme à l'étranger. L'artiste est emporté par un empoisonnement dû aux émaux qu'il travaillait perpétuellement. Malgré ses succès, il ne transmet pas la richesse à ses enfants car il resta pauvre toute sa vie. En effet, Avisseau travaillait sans relâche à des créations demandant parfois plusieurs mois pour leur réalisation, en mobilisant son fils et sa fille,. Mais, s'il n'était pas pleinement satisfait de sa création, il la brisait et recommençait,. Il laisse cependant en héritage à ses enfants les secrets de la conception de ses émaux.

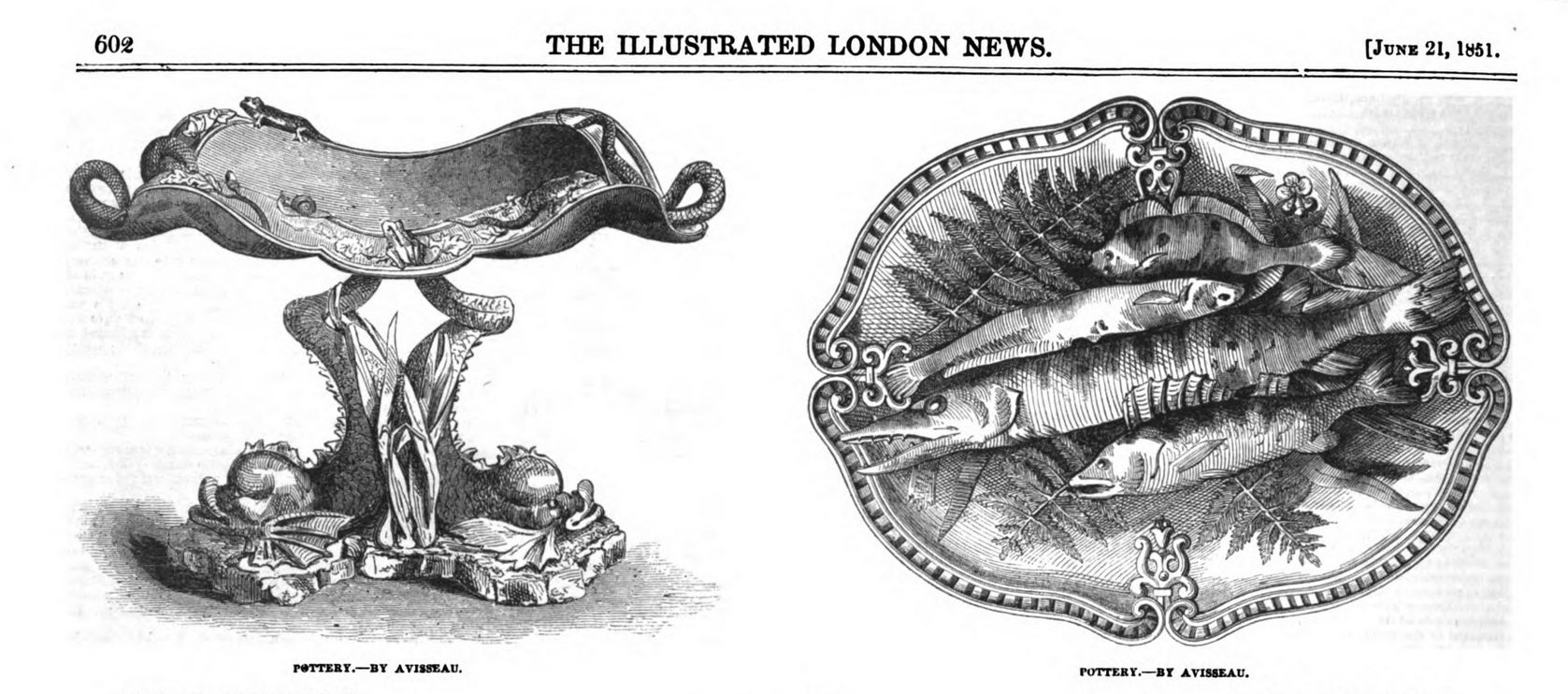
Charles-Jean Avisseau (d'après), Vasque rustique portée par des dauphins et Plat de poissons, 1851, Londres, Illustrated London News.
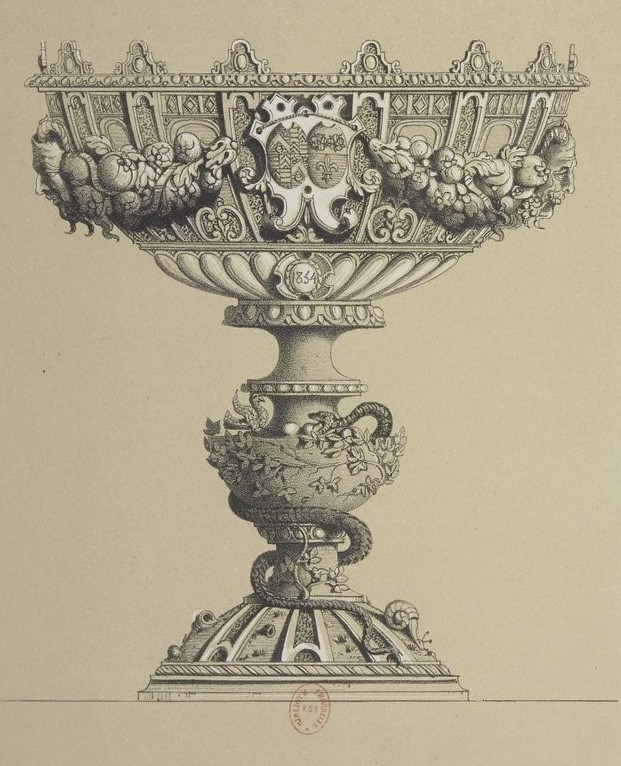
Octave de Rochebrune (dessinateur) et Charles-Jean Avisseau (exécutant), Coupe de faïence émaillée, 1854, Paris, BNF, département estampes et photographies.
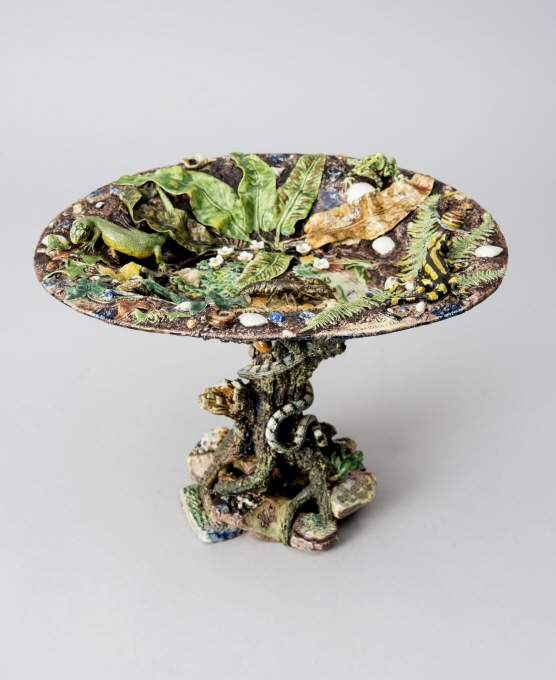
Charles-Jean Avisseau, Bol à pied, 1857, Suède, Nationalmuseum.
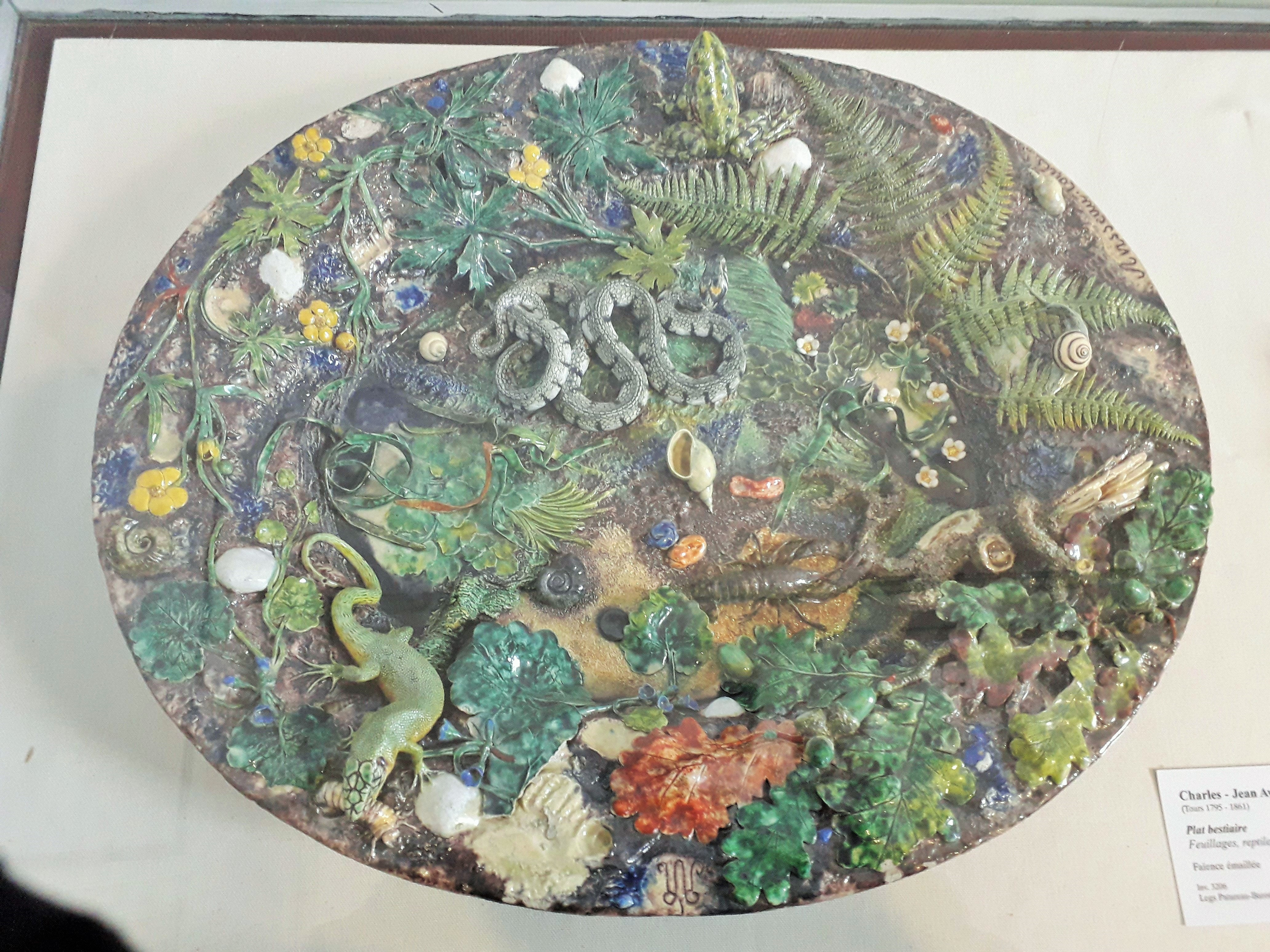
Charles-Jean Avisseau, Plat bestiaire, s.d., Châteauroux, musée Bertrand.

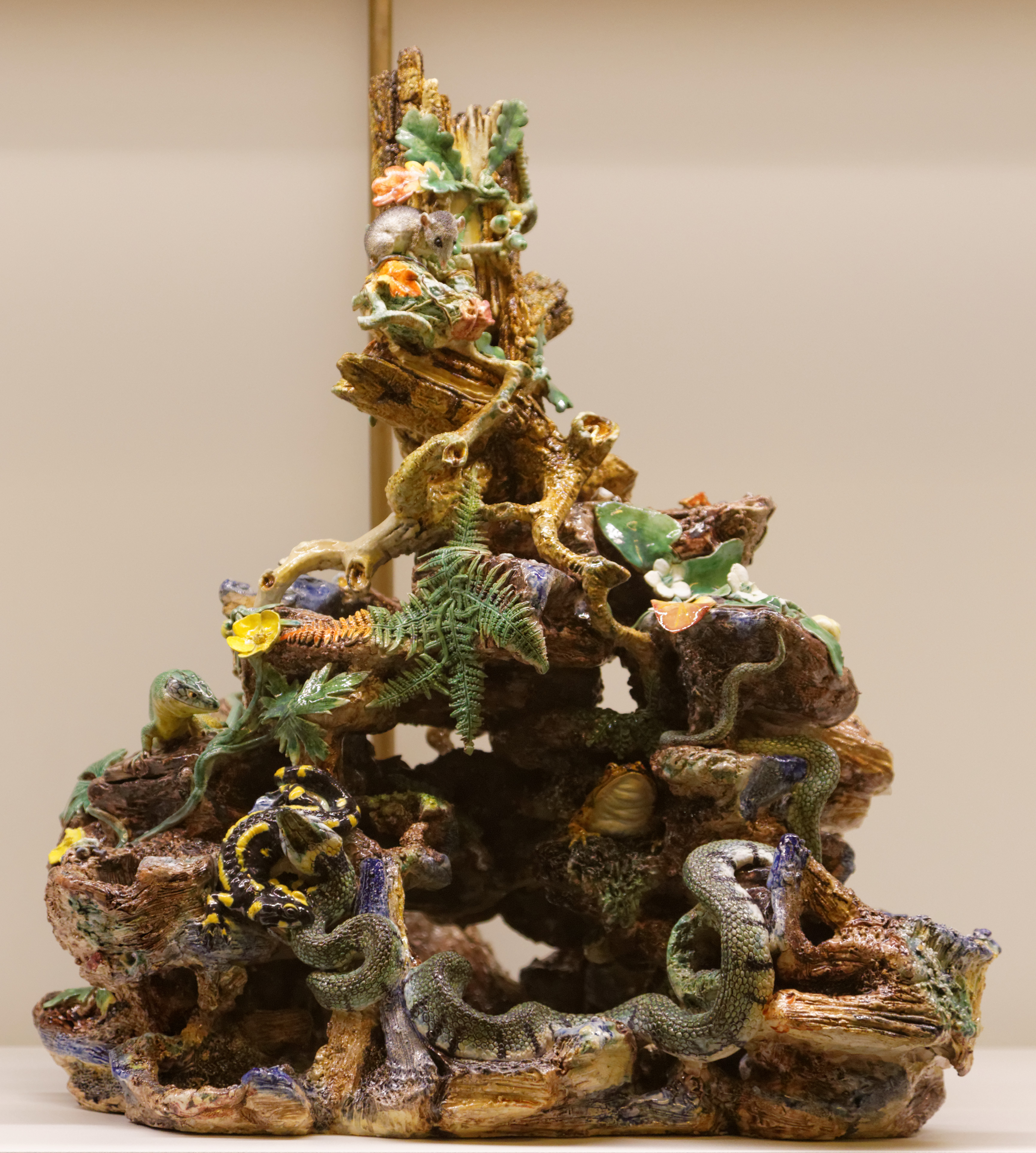
Charles-Jean Avisseau, Surtout de table en forme de rocher, 1860, Paris, musée des arts décoratifs.